# Schaufling

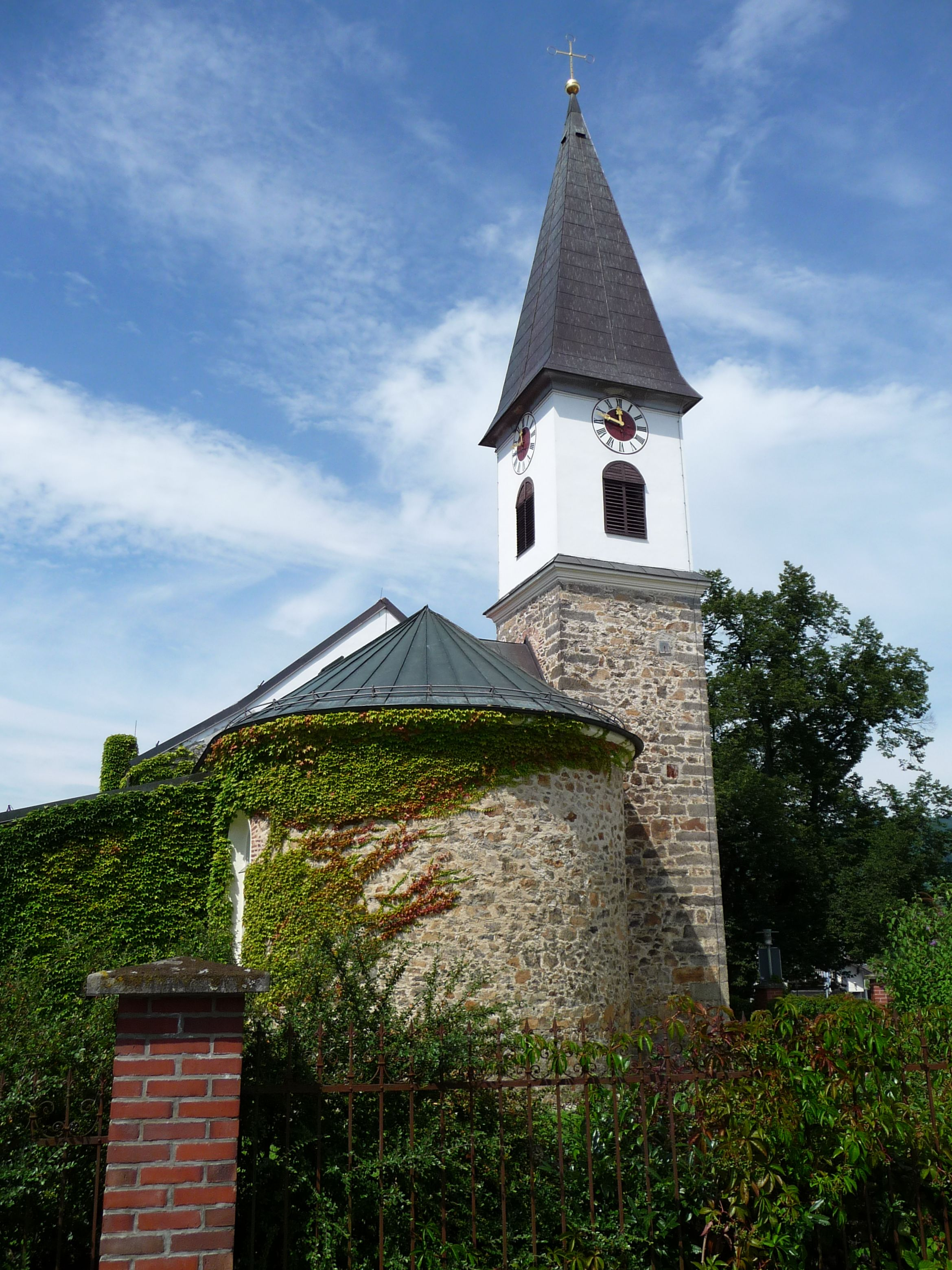
Die Pfarrkirche Hl. 14 Nothelfer

Schaufling ist eine Gemeinde im niederbayerischen Landkreis Deggendorf. Der gleichnamige Hauptort ist Sitz der Gemeindeverwaltung. Die Gemeinde ist Mitglied der Verwaltungsgemeinschaft Lalling.

## Geografie

### Lage
Schaufling liegt in der Region Donau-Wald.

### Gemeindegliederung
Es gibt 28 Gemeindeteile: Das Pfarrdorf Schaufling, die Dörfer Ensbach, Hainstetten, Klessing, Muckenthal, Nadling, Nemering, Penk, Rusel, Schützing, Sicking, Wotzmannsdorf und Wulreiching, die Weiler Böhaming, Dietmannsberg, Edhof, Ensbachmühle, Ensmannsberg, Freiberg, Geßnach, Martinstetten, Ruselabsatz, Unterberg, Urlading und Wetzenbach, die Anstalt Sanatorium a.Hausstein und die Einöden Obernberg und Ragin.
Es gibt die Gemarkungen Schaufling, Lalling und Urlading.

## Geschichte

### Bis zur Gemeindegründung
Schaufling wurde vom nahe gelegenen Kloster Niederalteich aus besiedelt und im Jahr 1298 erstmals urkundlich erwähnt. Der Ort gehörte zum Rentamt Straubing und zum Landgericht Hengersberg des Kurfürstentums Bayern. Größter Grundherr war bis 1803 das Kloster Niederalteich. Im Zuge der Verwaltungsreformen in Bayern entstand mit dem Gemeindeedikt von 1818 die Gemeinde Nadling, die am 17. August 1937 in Schaufling umbenannt wurde.

### Eingemeindungen
Im Zuge der Gebietsreform in Bayern entstand die jetzige Gemeinde am 1. April 1971 aus der früheren Gemeinde Schaufling und dem nördlichen Teil der früheren Gemeinde Urlading. Seit 1978 ist die Gemeinde Mitglied der Verwaltungsgemeinschaft Lalling.

### Einwohnerentwicklung
Im Zeitraum 1988 bis 2018 wuchs die Gemeinde von 1208 auf 1561 um 353 Einwohner bzw. um 29,2 %.
| Jahr      | 1961 | 1970 | 1987 | 1991 | 1995 | 2000 | 2005 | 2010 | 2015 | 2020 |
| Einwohner | 1280 | 1247 | 1209 | 1254 | 1352 | 1423 | 1462 | 1511 | 1502 | 1544 |

### Asklepios Klinik Schaufling
Der Grundstein der Klinik wurde am 7. Oktober 1905 gelegt. Von 1908 bis 1975 wurde auf der Rusel ein Lungensanatorium betrieben. Anfang der 80er Jahre wurde mit Umbauten und Erweiterungen am ehemaligen Lungensanatorium begonnen. 1987 kaufte die Bavaria-Klinik-Gruppe die Klinik und betreibt seitdem in den Gebäuden ein Rehabilitatszentrum für Neurologie, Orthopädie, Geriatrie und Kardiologie für 350 stationäre Patienten. Die Reha-Klinik ist der größte Arbeitgeber im Bereich der Verwaltungsgemeinschaft Lalling.

## Politik

### Bürgermeister
Erster Bürgermeister ist Robert Bauer (SPD). Er setzte sich 2014 mit 54,75 Prozent der Stimmen gegen Josef Stangl (CSU/Unabhängige Bürger, 45,25 Prozent) durch. Bauers gut 13 Jahre amtierender Vorgänger Hermann Hackl (CSU/Unabhängige Bürger) stand für eine weitere Amtszeit nicht mehr zur Verfügung. Zweiter Bürgermeister ist Richard Anzenberger (SPD).
Bei den Kommunalwahlen am 15. März 2020 wurde Bauer im ersten Wahlgang ohne Gegenkandidat mit 92,41 Prozent zum 1. Bürgermeister wiedergewählt.

### Gemeinderat
Die Kommunalwahlen von 2020 und frühere ergaben folgende Sitzverteilungen:
|      | CSU | SPD | FWG Einigkeit Schaufling | JWG | Junge Liste | Gesamt |
| 2020 | 4   | 4   | 2                        | 1   | 1           | 12     |
| 2014 | 4   | 3   | 3                        | 2   | –           | 12     |

### Wappen
|  | Blasonierung: „In Blau ein erhöhter silberner Dreiberg, darin ein roter vorderhalber Wolf.“ |
|  |                                                                                             |

## Kirche
1891 wurde Schaufling Expositur der katholischen Pfarrei Seebach. 1986 erfolgte die Erhebung zur eigenständigen Pfarrei. Mittlerweile gehört Schaufling neben Lalling und Hunding zum Pfarrverband HuSchaLa.

### Pfarrkirche
Die Pfarrkirche Vierzehn Heilige Nothelfer wurde im neuromanischen Stil erbaut. Im Jahre 1887 wurde mit den Bauarbeiten begonnen und diese waren 1889 beendet.

### Pfarrzentrum
Erbaut wurde das Pfarrzentrum in den Jahren 1992–1993 direkt neben Pfarrkirche und Grundschule. Das neue Pfarrheim ist mit großem Pfarrsaal, kleinem Pfarrsaal, Teeniegruppenraum, Jugendraum der katholischen Landjugend (Keller), Pfarrbüro und Pfarrerwohnhaus ausgestattet. Auch die Gemeindebücherei fand ihren Platz darin.

### Die Seelsorger der Expositur/Pfarrei
- Max Maier (1893–1896 Expositus, 1896–1901 Pfarrer)
- Schlögl Hermann (1902–1908)
- Joseph Niederhofer (1908–1926)
- Ignaz Boxleitner (1926–1936)
- Anton Amann (1936–1940)
- Franz X. Haidn (1940–1945)
- Hermann Schmid (1945–1956)
- Josef Geiger (1956–1978)
- Konrad Bittmann (1978–1986)
- Josef Kurz (1986–1991)
- Josef Gerl (1991–1993)
- Richard Geier (1993–1999)
- Alfons Eiber (1999–2013)
- Philipp Höppler (seit 2013)

### Pfarreigebiete
Zur Pfarrei gehören Schaufling, Böhaming, Dietmannsberg, Ensbach, Ensmannsberg, Geßnach, Hainstetten, Hausstein, Klessing, Martinstetten, Muckenthal, Nadling, Nemering, Obernberg, Ragin, Schützing, Unterberg, Urlading, Wetzenbach, Wotzmannsdorf und Wulreiching.

## Wirtschaft und Infrastruktur

### Wirtschaft einschließlich Land- und Forstwirtschaft
Im Jahre 2022 gab es nach der amtlichen Statistik im produzierenden Gewerbe 126 und im Bereich Handel und Verkehr 120 sozialversicherungspflichtig Beschäftigten am Arbeitsort. In sonstigen Wirtschaftsbereichen waren am Arbeitsort 283 Personen sozialversicherungspflichtig beschäftigt. Sozialversicherungspflichtig Beschäftigte am Wohnort gab es insgesamt 699. Im verarbeitenden Gewerbe gab es einen Betrieb, im Bauhauptgewerbe vier Betriebe. Zudem bestanden im Jahr 2020 39 landwirtschaftliche Betriebe mit einer landwirtschaftlich genutzten Fläche von 744 ha, davon waren 212 ha Ackerfläche und 532 ha Dauergrünfläche.
Die 1999 nach dem Konkurs der vormaligen Bavaria Klinik eröffnete Asklepios Klinik Schaufling beschäftigte 2012 rund 300 Mitarbeiter.
Schaufling punktet mit einer hohen Lebensqualität. Die umliegenden Parks, Gärten und Wanderwege bieten zahlreiche Möglichkeiten zur Erholung und Freizeitgestaltung, wodurch der Tourismus in der Gemeinde profitiert.

### Bildung
Im Jahr 2023 existierte folgende Einrichtung:
- Kindergärten St. Georg (Träger der Einrichtung Pfarrcaritasverein Schaufling e. V.)

71 Kindergartenplätze mit 69 Kindern
Die Gemeinde Schaufling ist Mitglied im Schulverband Lalling (Grundschule) und Schulverband Hengersberg (Mittelschule).

## Freizeit

### Erlebnisbauernhof
In Sicking befindet sich ein Alpaka- und Erlebnisbauernhof mit verschiedenen Tierarten. Regelmäßig werden hier Führungen sowie diverse Veranstaltungen angeboten.

## Vereine (Auswahl)
- Feuerwehr Schaufling
- KSV Schaufling
- Oldtimerfreunde Schaufling
- SV Schaufling
- Verein zur Förderung der Jugend des SV Schaufling e. V.
- Katholische Landjugend Schaufling
- Obst- u. Gartenbauverein Schaufling
- Bayerischer Bauernverband, OV Schaufling
- Katholischer Frauenbund
- Rauchclub Schaufling
- SC Rusel
- Schützenverein „Dorflinde“
- SPD-Ortsverband
- JWG Schaufling
- CSU-Ortsverband
- FWG Schaufling
- Stammtisch Nadling
- Motorradfreunde Bayerwald

## Persönlichkeiten

### Ehrenbürger
- Altbürgermeister Richard Anzenberger (†)
- Ferdinand Schuster senior

### Bürgermedaillenträger
- Altbürgermeister Richard Anzenberger (†)
- Josef Geiger (ehemaliger Pfarrer, †)
- Joseph Niederhofer (ehemaliger Pfarrer, †)
- Hans Nothaft (†)
- Albert Schaupp (†)
- Ferdinand Schuster senior
- Gerhard Spannmacher senior
- Alois Tannerbauer
- Sigurd Wagner
- Georg Wirth senior (†)

### Söhne und Töchter
- Gotthard Bauer (1887–1976), Kirchenmaler und Restaurator